# Джеймс Бейлі
Джеймс Бейлі (англ. James Baily; нар. 1 лютого 1975) — колишній британський тенісист.
Найвищу одиночну позицію світового рейтингу — 865 місце досяг 4 жовтня 1993, парну — 568 місце — 4 липня 1994 року.

## Юніорські фінали турнірів Великого шолома

### Одиночний розряд: 1 (1 перемога)
| Результат | Рік  | Турнір                                 | Покриття | Суперник     | Рахунок  |
| --------- | ---- | -------------------------------------- | -------- | ------------ | -------- |
| Перемога  | 1993 | Відкритий чемпіонат Австралії з тенісу | Тверде   | Стівен Даунс | 6–3, 6–2 |